# Mănești (Prahova megye)
Mănești község és falu Prahova megyében, Munténiában, Romániában.  A hozzá tartozó települések: Băltița, Coada Izvorului, Gura Crivățului és Zalhanaua.

## Fekvése
A megye délnyugati részén található, a megyeszékhelytől, Ploieștitől, huszonöt kilométerre délnyugatra, a Cricovului Dulce és a Prahova folyók mentén, sík területen.

## Történelem
A 19. század végén a község Prahova megye Filipești járásához tartozott és Mănești, Coada Izvorului, Gura Crivățului valamint Comănacul falvakból állt, összesen 1028 lakossal. Comănacul a mai Băltița falu régi neve volt. Ebben az időszakban a községnek volt egy iskolája, valamint három temploma, kettő Mănești és egy Coada Izvorului falvakban.
1924-es évkönyv szerint Prahova megye Târgșorul járásának a része volt és Mănești, Coada Izvorului, Gura Crivățului valamint Zalhanaua falvakból állt. Zalhanaua falut Vlădeni-Mărgineni községtől helyezték Mănești irányítása alá. Összlakossága ekkor 2075 fő volt. 1931-ben Zalhanaua falut Brătășanca községhez csatolták, Coada Izvorului valamint Gura Crivățului falvakból pedig létrehozták Coada Izvorului községet.
A két világháború között Prahova megye Ploiești járásához került.
1950-ben közigazgatási átszervezés alapján, a Prahova-i régió Ploiești rajonjához került, majd 1952-ben a Ploiești régió Ploiești rajonjához csatolták.
1968-ban ismét megyerendszert vezettek be az országban, a község az újból létrehozott Prahova megye része lett. Ekkor kerültek az irányítása alá a megszüntetett Cocorăștii Colț község falvai, valamint Zalhanaua falu a teljesen felszámolt Vlădeni-Mărgineni községtől elcsatolva.
2004-ben Cocorăștii Colț községet ismét létrehozták, így kialakultak Mănești község mai határai.

## Lakossága
| Nemzetiségek | 2002 | 2002   |
| ------------ | ---- | ------ |
| Románok      | 7254 | 99,22% |
| Romák        | 56   | 0,76%  |
| Magyarok     | 1    | 0,01%  |
| Összesen     | 7311 | 100,0% |

## Látnivalók
- Teodor Văcărescu udvarháza, 1882-ben épült.
- Az udvarház kápolnája, 1892-ben épült, freskóit Nicolae Vermont festette.
- Szent Miklós templom, 1716-ban szentelték fel.